# Манојло Томин Палеолог
Манојло Палеолог (Грчки: Μανουήλ Παλαιολόγος, 2. јануар 1455 – пре 1513) био је најмлађи син деспота Томе Палеолога, брата цара Константина XI Палеолога, последњег византијског цара. Деспот Тома је одвео Манојла и остатак његове породице на Крф након пада Константинопоља 1453. године и касније османске инвазије на Мореју 1460. године. После Томине смрти 1465. године, деца су се преселила у Рим, где је о њима првобитно бринуо кардинал Висарион, а папство им је обезбедило новац и смештај.
Новац који је дало папство постепено је смањен и Манојло је на крају напустио Рим 1474. године, како би потражио богатство нудећи војну службу разним племићима и владарима у Европи, укључујући војводу Галеаца Марију Сфорцу од Милана и војводу Карла Смелог од Бургундије. Разочаран понудама које је добио, и папством које је додатно смањило новац, Манојло је изненадио државнике у Риму отпутовавши у Цариград 1476. године и бацивши се на милост и немилост султану Мехмеду II, који је освојио град 23 године раније. Султан Мехмед II је великодушно примио Манојла, који је до краја живота остао у Цариграду. Османлије су га звали „ел Гази“ („свети ратник“).
Иако је Манојло задржао своју хришћанску веру, могуће је да је служио у османској морнарици. Имао је најмање два сина; Јована, који је умро млад, и Андреја, који је прешао на ислам.

## Биографија

### Живот у прогонству
Манојло је рођен 2. јануара 1455. године, као други син Томе Палеолога, деспота Мореје, и деспине Катарине Захарије, ћерке кнеза Центуриона II Закарије, последњег кнеза од Ахаје. Након што је његов стриц цар Константин XI Палеолог, последњи византијски цар, погинуо бранећи Константинопољ, престоницу Византијског царства, 29. маја 1453. године, Манојлова породица је наставила да живи у Мореји као вазали османског султана Мехмеда II. Али сталне препирке између деспота Томе, који је покушавао да прикупи подршку за обнову Византијског царства, и његовог брата деспота Димитрија II, који је стао на страну Османлија, навели су султана Мехмеда II до инвазије на Мореју 1460. године; деспот Тома, деспина Катарина и њихова деца су побегли на острво Крф које су држали Венецијанци. Деспот Тома је потом напустио своју породицу и отишао у Рим, где га је дочекао и збринуо папа Пије II. Деспот Тома се надао да ће једног дана повратити своје земље и када су се припремали за крсташки рат (који се на крају никада није догодио), деспот Тома је лично јахао по Италији да прикупи подршку.
Иако је деспина Катарина Захарија умрла у августу 1462. године, и деспот Тома је убрзо потом позвао децу у Рим, Манојло и његов старији брат Андреј нису одлучили да се придруже свом оцу све до неколико дана пре него што је деспот Тома умро 1465. године. Два брата, и њихова сестра Зое, отпутовали су са Крфа у Рим 1465. године, али су тамо стигли након што им је отац већ умро. Манојло је у то време имао 10 година, а Андреј 12. Деца су стављена на бригу кардиналу Висариону, који је побегао из Византијског царства 1439. године. Кардинал Виссарион је обезбедио образовање за децу, а такође је организовао Зојину удају за московског великог кнеза Ивана III у јуну 1472. године. Манојло и Андреј су наставили да бораве у Риму уз сагласност папе, који је Андреја признао за Томиног наследника и законитог деспота Мореје.
Новац који је дат њиховом оцу смањен је за два брата. Деспот Тома је примао 300 дуката месечно од папе, са додатних 200 месечно које су давали кардинали, али са његовом смрћу, кардинали су престали да дају додатни новац и 300 дуката су подељени између два брата, ефективно смањивши пензију од 500 на једну од 150. Томини дворјани су били део домаћинства које је требало издржавати са смањеним приходима што је његовим синовима додатно отежало финансијску ситуацију. Андреј је покушао да заради новац нудећи да прода своја права на царску титулу разним владарима у Европи, али пошто је Манојло био други по реду (као млађи брат), није имао право да прода титуле.
Тако је млади принц почетком 1474. године, напустио Рим да путује по Европи и тражи срећу, нудећи своје услуге разним владарима и племићима. У новембру је Манојло био у Милану, где је понудио војводи Галеацу Марији Сфорци да ступи у миланску службу у неком војном својству. Изгледа да војвода Галеацо Марија, Манојлу није дао задовољавајућу понуду и следеће године је уместо тога био у Водемону у Лорени, нудећи сличне услуге Карлу Смелом, војводи од Бургундије. Војвода Карло је понудио да запосли Манојла за месечну плату од 100 екуса, али је Манојло одбио пошто је та сума била премала да издржи његову пратњу. Убрзо након тога, вратио се у Рим.

### Манојло у Цариграду
По повратку у Рим, Манојло је открио да је оскудна папска пензија која му је додељена и Андреју преполовљена због његовог одсуства. Упркос његовом повратку у град, два брата су и даље добијала само половину раније договореног износа, добијајући само 150 дуката месечно уместо 300. У очају због ове финансијске ситуације, и знајући да неће добити задовољавајуће понуде у западној Европи, Манојло је поново напустио Рим у пролеће 1476. године у узрасту од 21 године. На велико изненађење свих осталих укључених, Манојло је отпутовао у Цариград и бацио се на милост и немилост султану Мехмеду II.
Пошто је рођен након пада града, Манојло никада раније није видео Цариград и вероватно није био сигуран какав ће пријем добити. За разлику од његовог пријема у Милану и Водемону, султан Мехмед II је великодушно примио Манојла и обезбедио му имање, приход (војна плата од 100 аспера дневно) и пар женских конкубина. Аранжман је био сличан ономе који је имао Манојлов стриц Димитрије II Палеолог у Османском царству пре неколико година и Манојло је живео срећно у граду до краја свог живота. Као и многи други Грци у Османском царству, Манојло је остао хришћанин до своје смрти.
У Цариграду је постао познат као „ел Гази“ („свети ратник“) и можда је служио у османској морнарици. Са своје две конкубине, или можда женом, Манојло јеимао најмање два сина; Јован и Андреј, назван по Манојловом брату. Јован је умро млад као хришћанин, али је Андреј је прешао у ислам. Манојло је умро у неком тренутку током владавине Мехмедовог сина и наследника, султана Бајазита II (1481–1512). Мало се зна о даљем животу његовог сина Андреја, који је последњи пут посведочен у време владавине султана Сулејмана I Величанственог (1520–1566). Енглески историчар Стивен Рансиман пише да је Андреј узео муслиманско име Мехмет-паша и да је служио као дворски службеник у Цариграду. Верује се да ниједан од два Манојлова сина није имао децу. Њиховом смрћу изумрли су потомци најближих сродника последњих неколико византијских царева.